# Blackpink in Your Area
Albums de Blackpink
Square Up
(2018) Kill This Love
(2019)
Blackpink in Your Area est la première compilation japonaise et le premier double album du girl group sud-coréen Blackpink. L'album sort via YGEX le 23 novembre 2018, suivi d'une sortie physique au Japon le 5 décembre.
L'album est une compilation de toutes les chansons publiées par Blackpink à l'époque, y compris leur EP japonais éponyme et leur premier EP coréen Square Up. Les éditions numériques de l'album incluent uniquement les versions japonaises des chansons (les trois derniers morceaux étant disponibles dans cette langue pour la première fois), tandis que la sortie physique est un double album présentant les versions japonaises sur le premier disque et la version coréenne sur le disque deux.

## Contexte et sortie
Le 19 octobre 2018, il est annoncé que le groupe sortira sa première compilation japonaise. Il est également révélé que l'album sortira en 12 versions le 5 décembre. Le 13 novembre, il est rapporté que le groupe s'est associé à Shiseido pour la sortie de leur album. Il est également révélé que l'album comprendra les versions japonaises de Forever Young, Really et See U Later précédemment publiées sur le premier EP coréen du groupe, Square Up (2018).
Le 22 novembre, il est révélé que l'album sortira en numérique le 23 novembre, contenant les neuf versions japonaises des singles du groupe.
L'album sort numériquement le 23 novembre 2018.

## Performances commerciales
L'album fait ses débuts à la 8e place du classement des albums Oricon le premier jour et culmine à la 7e place le deuxième jour,. Au cours de son troisième jour, l'album tombe à la 11e place et à la 17e place le quatrième jour avant de passer à la 10e place le cinquième jour puis à la 16e le sixième jour,,,.
L'album fait ses débuts à la 9e place du classement des albums Oricon au cours de sa première semaine avec 13 878 exemplaires physiques vendus et tombe à la 30e place au cours de sa deuxième semaine avec 3 044 exemplaires supplémentaires vendus,. L'album reste à la 91e place des albums les plus téléchargés de Billboard Japan pendant deux semaines, avant de culminer à la 77e place au cours de sa troisième semaine,,. Il fait également ses débuts à la 12e place du Hot Albums de Billboard Japan, se plaçant à la 9e place des meilleures ventes d'albums avec 14 710 exemplaires vendus au total,.

## Liste des pistes
Crédits adaptés des notes d'accompagnement de Blackpink in Your Area. Toutes les chansons sont en version japonaise, sauf indication contraire.
| Blackpink In Your Area | Blackpink In Your Area | Blackpink In Your Area | Blackpink In Your Area | Blackpink In Your Area | Blackpink In Your Area | Blackpink In Your Area | Blackpink In Your Area | Blackpink In Your Area | Blackpink In Your Area |
| No                     | Titre                  | Durée                  |                        |                        |                        |                        |                        |                        |                        |
| ---------------------- | ---------------------- | ---------------------- | ---------------------- | ---------------------- | ---------------------- | ---------------------- | ---------------------- | ---------------------- | ---------------------- |
| 1.                     | Boombayah              | 4:01                   |                        |                        |                        |                        |                        |                        |                        |
| 2.                     | Whistle                | 3:31                   |                        |                        |                        |                        |                        |                        |                        |
| 3.                     | Playing with Fire      | 3:15                   |                        |                        |                        |                        |                        |                        |                        |
| 4.                     | Stay                   | 3:50                   |                        |                        |                        |                        |                        |                        |                        |
| 5.                     | As If It's Your Last   | 3:32                   |                        |                        |                        |                        |                        |                        |                        |
| 6.                     | Ddu-Du Ddu-Du          | 3:29                   |                        |                        |                        |                        |                        |                        |                        |
| 7.                     | Forever Young          | 3:57                   |                        |                        |                        |                        |                        |                        |                        |
| 8.                     | Really                 | 3:17                   |                        |                        |                        |                        |                        |                        |                        |
| 9.                     | See U Later            | 3:19                   |                        |                        |                        |                        |                        |                        |                        |
| 32:14                  |                        |                        |                        |                        |                        |                        |                        |                        |                        |

| Black Pink In Your Area - 2CD+DVD édition bonus | Black Pink In Your Area - 2CD+DVD édition bonus | Black Pink In Your Area - 2CD+DVD édition bonus | Black Pink In Your Area - 2CD+DVD édition bonus | Black Pink In Your Area - 2CD+DVD édition bonus | Black Pink In Your Area - 2CD+DVD édition bonus | Black Pink In Your Area - 2CD+DVD édition bonus | Black Pink In Your Area - 2CD+DVD édition bonus | Black Pink In Your Area - 2CD+DVD édition bonus | Black Pink In Your Area - 2CD+DVD édition bonus |
| No                                              | Titre                                           | Durée                                           |                                                 |                                                 |                                                 |                                                 |                                                 |                                                 |                                                 |
| ----------------------------------------------- | ----------------------------------------------- | ----------------------------------------------- | ----------------------------------------------- | ----------------------------------------------- | ----------------------------------------------- | ----------------------------------------------- | ----------------------------------------------- | ----------------------------------------------- | ----------------------------------------------- |
| 1.                                              | Boombayah (version coréenne)                    | 4:01                                            |                                                 |                                                 |                                                 |                                                 |                                                 |                                                 |                                                 |
| 2.                                              | Whistle (version coréenne)                      | 3:31                                            |                                                 |                                                 |                                                 |                                                 |                                                 |                                                 |                                                 |
| 3.                                              | Playing with Fire (version coréenne)            | 3:17                                            |                                                 |                                                 |                                                 |                                                 |                                                 |                                                 |                                                 |
| 4.                                              | Stay (version coréenne)                         | 3:50                                            |                                                 |                                                 |                                                 |                                                 |                                                 |                                                 |                                                 |
| 5.                                              | As If It's Your Last (version coréenne)         | 3:33                                            |                                                 |                                                 |                                                 |                                                 |                                                 |                                                 |                                                 |
| 6.                                              | Ddu-Du Ddu-Du (version coréenne)                | 3:29                                            |                                                 |                                                 |                                                 |                                                 |                                                 |                                                 |                                                 |
| 7.                                              | Forever Young (version coréenne)                | 3:57                                            |                                                 |                                                 |                                                 |                                                 |                                                 |                                                 |                                                 |
| 8.                                              | Really (version coréenne)                       | 3:17                                            |                                                 |                                                 |                                                 |                                                 |                                                 |                                                 |                                                 |
| 9.                                              | See U Later (version coréenne)                  | 3:18                                            |                                                 |                                                 |                                                 |                                                 |                                                 |                                                 |                                                 |
| 32:13                                           |                                                 |                                                 |                                                 |                                                 |                                                 |                                                 |                                                 |                                                 |                                                 |

| 1. | Boombayah (music video)            |  |
| 2. | Whistle (music video)              |  |
| 3. | Playing with Fire (music video)    |  |
| 4. | Stay (music video)                 |  |
| 5. | As If It's Your Last (music video) |  |
| 6. | Ddu-Du Ddu-Du (music video)        |  |

| 1. | Ddu-Du Ddu-Du (Blackpink Arena Tour 2018)                 |  |
| 2. | Forever Young (Blackpink Arena Tour 2018; Korean version) |  |
| 3. | Whistle (Blackpink Arena Tour 2018; acoustic version)     |  |
| 4. | Stay (Blackpink Arena Tour 2018)                          |  |
| 5. | See U Later (Blackpink Arena Tour 2018; Korean version)   |  |
| 6. | Really (Blackpink Arena Tour 2018; Korean version)        |  |
| 7. | Playing with Fire (Blackpink Arena Tour 2018)             |  |
| 8. | Boombayah (Blackpink Arena Tour 2018)                     |  |
| 9. | As If It's Your Last (Blackpink Arena Tour 2018)          |  |

## Historique des versions
| Région | Date             | Label | Réf.   |
| ------ | ---------------- | ----- | ------ |
| Divers | 23 novembre 2018 | YGEX  | [ 19 ] |
| Japon  | 5 décembre 2018  | YGEX  | [ 20 ] |